# پالماس پارانا
پالماس پارانا (انگلیسی: Palmas, Paraná)پالماس یک شهر در جنوب دولت برزیل پارانا است. پالماس که در منطقه کوهستانی پارانا قرار دارد و در میسروجینو پارانا است. جمعیت ۴۷۶۷۴ (سرشماری در سال ۲۰۱۵) وسعت آن ۱۵۵۷٫۹۰ کیلومتر مربع است. ارتفاع ۱۰۵۶ متر از دریا است.